# Masowe morderstwo
Masowe morderstwo (masakra) – zabójstwo dwóch lub więcej osób, dokonane zazwyczaj w tym samym czasie, lub we względnie krótkim czasie.
Masowe zabójstwo może być popełnione przez jednego człowieka lub organizację – w przypadku masakry popełnianej przez pojedynczą osobę zazwyczaj jest ono wynikiem głębokiej patologii charakteru lub zaburzeń psychicznych, a w przypadku organizacji ma ono charakter terrorystyczny. Masowych zabójców odróżnia się także od seryjnych morderców, którzy zabijają wielu ludzi, lecz nie w tym samym czasie.

## Charakterystyka i rodzaje masowych zabójstw
Masowe zabójstwo jest terminem przede wszystkim związanym mocno z kryminologią i odnosi się np. do zbrodni wojennych, ludobójstw na narodach, a współcześnie też do masowych strzelanin, ataków terrorystycznych i ataków szaleńców, które powodują wiele ofiar śmiertelnych. Największymi masowymi morderstwami w historii były próby zgładzenia całych społeczeństw, często z powodów etnicznych lub religijnych. Za największe masowe zabójstwo w tym rozumieniu uznaje się Holokaust podczas II wojny światowej, który spowodował zagładę wielu milionów istnień ludzkich.
Współczesne masowe zabójstwa to przede wszystkim ataki terrorystyczne i strzelaniny. W przeciwieństwie jednak do zjawisk seryjnych zabójstw, kryminolodzy oraz psychiatrzy i socjologowie nie potrafią do dziś jednoznacznie odpowiedzieć co powoduje masowymi mordercami do popełniania takich zbrodni. O ile w przypadku seryjnych zabójców udało się poznać pewne wzorce ich zachowań, znaków ostrzegawczych i cech osobowości które wyjawiali już na etapie ich wczesnego dzieciństwa, tak w przypadku masowych zabójców podkreśla się, że nie ma jednego wzorca lub charakterystycznych cech osoby, która może wpaść w amok lub zradykalizować się ideologicznie i dokonać aktu masakry. Ludzie, którzy wpadli w szał z bronią lub niebezpiecznym narzędziem lub brali udział w atakach terrorystycznych i/lub mieli prany mózg przez organizacje terrorystyczne pochodzili z różnych klas społecznych, mieli różne cechy osobowości, często zupełnie odmienne przeżycia, etniczność czy wyznanie religijne. Podejrzewa się, że kluczowe znaczenie mają tutaj przede wszystkim: cechy osobowości kształtowane przez przeżycia, które były często ciężkie i nie tylko na etapie ich dzieciństwa, ale i późniejszych etapach życia, a także zaburzenia psychiczne i chęć sławy. O ile wielu seryjnych zabójców miało wcześniej poważne problemy, o których wiedziało otoczenie, tak masowi zabójcy nie w każdym z przypadków mieli jawne problemy życiowe, które często nosili w sobie wraz z urazami, nie dzieląc się nimi z innymi osobami. Ponadto wielu szaleńców po atakach popełnia samobójstwo, co utrudnia lub wręcz uniemożliwia dotarcie do sedna ich motywów i osobowości. Wiele osób łączy masowe morderstwo popełniane przez pojedynczego szaleńca lub szaleńców ze zjawiskiem amoku – wpadania w obłąkańczy szał przez życie w wysoce zhierarchizowanym społeczeństwie i stres społeczny, w trakcie którego sprawca pędzi przed siebie i na oślep strzela z broni lub rani ostrym narzędziem niewinnych ludzi dopóki nie zginie lub ktoś nie zatrzyma go siłą.
Współcześnie w strefach konfliktów zbrojnych wciąż dochodzi do masowych zabójstw w postaci ludobójstw i zbrodni wojennych. W zachodnich krajach najbardziej potępianymi formami takich zbrodni są masowe ataki terrorystyczne (np. Zamach z 11 września 2001 roku) i coraz częstsze, zwłaszcza w Stanach Zjednoczonych, strzelaniny w miejscach publicznych, w szczególności w szkołach.

## Wielokrotni mordercy
Dzięki temu terminowi kryminolodzy mogą odróżniać tych, którzy zabijają kilkoro ludzi w obrębie dłuższego czasu, od tych, którzy zabijają kilkoro ludzi podczas pojedynczego wydarzenia. Trzecim typem wielokrotnego mordercy jest tak zwany szalony morderca. Wielokrotnym mordercą może więc być:
- seryjny morderca – osoba, która popełniła co najmniej 2 zabójstwa w dłuższym czasie z przerwami między nimi[3].
- masowy morderca – osoba, która popełnia wielokrotne zabójstwa w pojedynczym wydarzeniu i w jednym miejscu[10].
- szalony morderca – dokonuje wielokrotnych zabójstw w różnych miejscach, w czasie od kilku godzin do nawet kilku dni[11].

Zabójcy ze wszystkich trzech kategorii mogą działać zarówno osobno, jak i współpracując ze sobą przy popełnianiu zbrodni.

## Przeciętny masowy morderca
Masowy morderca jest postrzegany najczęściej jako młody biały mężczyzna, chociaż ze statystyk prowadzonych w Stanach Zjednoczonych wynika, że większość sprawców strzelanin w których zginęły co najmniej 2 osoby (najczęściej mających miejsce na posesjach prywatnych lub w biednych dzielnicach) to osoby innej rasy niż biała. Wynika to z tego, że strzelaniny wśród osób czarnoskórych w USA są częściej powiązane z przestępczością zorganizowaną, porachunkami mafijnymi lub przemocą domową, a strzelaniny popełniane przez osoby białe najczęściej mają charakter dobrze zaplanowanych zamachów na niewinnych ludzi np. w szkołach czy supermarketach i przez to są one głośniejsze. Przeważająca większość masowych morderców to mężczyźni, było niewiele przypadków, w których to kobiety dokonywały zamachów terrorystycznych lub wpadały w amok.
Wśród sprawców masowych zbrodni często przewijały się pewne czynniki, ale żaden z tych czynników nie jest większościowym wśród części populacji, która popełniła masowe zabójstwa, więc nie można ich ustalić jako czynnik determinujący zbrodnie lub popychający ludzi w ich kierunku. Innymi słowy znaczy to, że znaczna część masowych morderców wyjawiała ów czynnik natomiast wciąż jest to mniejszość i nie wszyscy go wyjawiali. Wielu sprawców doświadczało odizolowania od społeczeństwa w którymś momencie ich życia lub przez większość ich życia. Także wielu zaznało odrzucenia romantycznego, zawodu miłosnego lub frustracji seksualnej. Spośród masowych zabójców, którzy byli uczniami szkół często przejawia się ponadto historia z byciem prześladowanym, ale równocześnie zwrócono uwagę na to, że ci masowi zabójcy nie obierali na cel ich prześladowców, a niewinne osoby. Częstym czynnikiem są zaburzenia psychiczne sprawców, które mogą w wielu wypadkach pchnąć ich do zbrodni, np. przez urojenia paranoiczne. Podważana jest natomiast popularna teza jakoby na masowe zbrodnie wpływały produkty kultury masowej jak filmy z przemocą czy gry-strzelanki z gatunku FPS.

## Motywy
Nie jest jasne jaki rodzaj osobowości, zaburzeń i przykrych przeżyć życiowych może determinować lub zwiększać ryzyko radykalizacji lub morderczego amoku. Zazwyczaj masowych zabójców dzieli się na ideologicznych i nieideologicznych. Część miała motywy osobiste, a część terrorystyczne, ale coraz częściej podkreśla się niemalże identyczny sposób radykalizacji lub sfrustrowania życiowego jednostek, które później dokonywały aktów terroru lub szału.
Zazwyczaj wymienia się następujące grupy motywów masowych zabójców:
- Motyw osobisty (amok)[22], np. Richard Farley, Woo Bum-kon
- Pseudokomandos (amok/półterrorystyczny)[22], np. Cho Seung-hui
- Chęć sławy (zazwyczaj amok, ale taki atak może być również terrorystyczny)[2], np. James Holmes
- Motyw polityczny (terrorystyczny)[22], np. Anders Breivik lub terroryści islamscy

Osoby kierujące się motywami osobistymi nie ujmują ich zbrodni w ramach ogółu lub w imieniu jakiejś grupy ludzi, a wyłącznie w celach osobistych (np. Richard Farley dokonał zbrodni ponieważ nie chciał się pogodzić z odrzuceniem przez współpracowniczkę, w której był zakochany). Pseudo-komandosi działają jak samotne wilki, nie kierując się mainstreamowymi ideologiami politycznymi, a ujmują zbrodnię w imieniu grupy, którą uważają za uciskaną i której chcą przewodzić (np. Cho Seung-hui utożsamiający się z nurtem naśladowców masakry w Columbine i szkolnych wyrzutków do tego stopnia, że nazywał jej sprawców męczennikami). Zabójcy kierowani chęcią sławy planują ich ataki w bardzo przemyślany sposób, stosują metody używane przez terrorystów i zazwyczaj są profesjonalnie wyposażeni, ale ich ataki później najczęściej okazują się motywowane chęcią zaistnienia w historii (np. James Holmes bardzo profesjonalnie przygotował atak na kino i używał nie tylko broni palnej, ale i granatów i gazu łzawiącego, ale jego atak, ukierunkowany na sławę, nie miał nic wspólnego z terroryzmem). Terroryści natomiast posiadają swoiste cele wyższe, które chcą osiągnąć wszelkimi środkami, w tym masową przemocą i morderstwami (np. Anders Breivik, który uważał siebie za zbawcę białej rasy i Europy, twierdząc, że te cele osiągnie jedynie przez zamachy terrorystyczne); innym przykładem są dżihadystyczni islamiści, którzy często dokonują ataków samobójczych na niewiernych, uważając, że będą traktowani jako bohaterowie i otrzymają po śmierci nagrodę w raju).
Według typologii przedstawionej przez Ronalda M. Holmesa oraz Stephena T. Holmesa zabójców masowych można podzielić na:
1. Uczniów – silna więź pomiędzy sprawcą a osobą wydającą polecenie dokonania zabójstwa, nieznajomość ofiar, chęć uzyskania wyższej pozycji w grupie i/lub uznania od mentora.
2. Zabójców rodzinnych – znajomość ofiar, przekonanie, iż jest to jedyne „słuszne” wyjście z problematycznej sytuacji lub chęć uzyskania pieniędzy z polisy ubezpieczeniowej/uniknięcia odpowiedzialności finansowej w przypadku opuszczenia partnera i dzieci, celem rozpoczęcia życia z innym, nowym partnerem.
3. Niezadowolonych pracowników – subiektywnie odczuwalne poczucie o niesprawiedliwym, złym traktowaniu przez pracodawcę (rzadziej współpracowników). Występowały również przypadki gdzie sprawcami byli klienci przedsiębiorstwa, a także brak powiązań z atakowanymi instytucjami. Głównym czynnikiem w tym typie jest frustracja z niepowodzeń życia zawodowego tj. brak awansu, zwolnienie, przekładających się na życie prywatne. Wówczas, gdy frustracja osiąga punkt krytyczny giną niewinne osoby, znajdujące się nieodpowiednim miejscu, o nieodpowiedniej porze.
4. Zabójców ideologicznych – sprawca dokonuje zabójstw z powodów religijnych i/lub politycznych, tłumacząc sobie, że robi coś co zmieni bieg historii, lub zwróci uwagę ludzi na ważne dla niego problemy.
5. Niezadowolonych obywateli – sprawca, dla którego głównym celem jest zamordowanie jakiejś grupy osób, aby zwrócić uwagę społeczności lokalnej na dany problem.
6. Zabójców psychotycznych – sprawca, który doznaje omamów wzrokowych i/lub słuchowych, gdzie głosy lub osoby każą mu zabijać, niekiedy w grupie tych zabójców zdarzają się sprawcy, którym zabijanie sprawia przyjemność.
7. Zabójców masowych, tzw. school shooters – do tej grupy sprawców należą młode osoby, dokonujące zabójstw na terenach szkół czy uniwersytetów. Z reguły przeprowadzane przez nich ataki są planowane i nie są źródłem impulsu. Do grona ofiar należą zazwyczaj osoby, które w jakiś sposób wyrządziły, bądź wyrządzały krzywdę sprawcy, są to często uczniowie i nauczyciele.

## Procesy sprawców i kwestia poczytalności
Wielu masowych morderców po zatrzymaniu przez służby twierdziło, że nie pamiętało ataku lub wyjawiało irracjonalne zachowania – kwestia poczytalności sprawców jest kontrowersyjna, ale przyjmuje się, że zachowują oni poczytalność podczas ataku ponieważ inaczej nie mogliby go racjonalnie przeprowadzić (zazwyczaj tyczy się to terrorystów i szaleńców, którzy profesjonalnie przygotowali zamachy). Były jednak znane przypadki, w których sprawców uznawano za niepoczytalnych. Przykładem takim może być Christian Dornier, który zastrzelił 14 osób w 1989 roku we Francji i został uznany za niepoczytalnego i osadzony w szpitalu psychiatrycznym.

## Dostęp do broni palnej a masowe morderstwa
W Stanach Zjednoczonych powszechnie nazywa się masowym morderstwem wyłącznie zdarzenia, w wyniku których w czasie pokoju współobywatel zabija wielu współobywateli, a najczęstszymi zdarzeniami tego rodzaju w USA są tzw. masowe strzelaniny, czyli masowe zabójstwa przy użyciu broni palnej. Ciężko jest ocenić na ile powszechny w USA dostęp do broni wpływa na masowe zbrodnie w kraju. Podkreśla się, że w tym kraju zdarzają się częściej niż w innych krajach cywilizowanych także inne poważne zbrodnie, popełniane przy użyciu innych metod niż strzelanie do ludzi, na przykład sprawy seryjnych morderców-gwałcicieli.
W krajach, w których nie ma powszechnego dostępu obywateli do broni palnej masowe strzelaniny zdarzają się rzadko, natomiast częściej dochodzi do prób popełnienia masowego zabójstwa przy użyciu np. noży, samochodów lub materiałów wybuchowych. Przykładem są Niemcy gdzie w ostatnich latach często mają miejsce ataki nożowników i ataki z użyciem rozpędzonych pojazdów na przypadkowe osoby (zarówno w amoku, jak i w terroryzmie), a rzadziej zdarzają się strzelaniny.